# Scott McNeil
Pour les articles homonymes, voir McNeil.
Scott McNeil est un acteur australien, né le 15 septembre 1962 à Brisbane (Queensland).

## Filmographie
- 1979 : Galaxy Express 999 : Harlock (voix)
- 1979 : Kidô senshi Gandamu (série télévisée) : Teniente Reed (English Voice)
- 1981 : Adieu Galaxy Express 999 : Harlock (voix)
- 1989 : Ranma ½ (série télévisée) : The Principal (season 4-7), Captain Daitokuji (season 5), Ushinoske Chomanme (season 5)
- 1990 : Dragon Ball Z : Le Combat fratricide (Doragon bôru Z 3: Chikyû marugoto chô kessen) : Piccolo
- 1990 : Hamtaro - P'tits hamsters, grandes aventures (Hamtaro) (série télévisée) : Mr. Yoshi, Melanie Foster's Dad, Mr. Cluck
- 1990 : He-man, le héros du futur (The New Adventures of He-Man) (série télévisée) : Flipshot / Butthead / Krex / Captain Zang
- 1990 : Dragon Ball Z : Le Robot des glaces (Doragon bôru Z: Kono yo de ichiban tsuyoi yatsu) : Piccolo (voix)
- 1990 : G.I. Joe (série télévisée) : Cobra Commander (II)
- 1991 : Battletoads (série télévisée) : General Slaughter (voix)
- 1991 : The Wizard of Oz : Uncle / Muchikins (sic) (voix)
- 1992 : Conan l'aventurier (Conan: The Adventurer) (série télévisée) : Greywolf
- 1993 : Hakkenden shin sho (vidéo) : Motofuji Hikita (English version) (voix)
- 1993 : Ranma ½ (vidéo) : Principal Kuno
- 1993 : Double Dragon (série télévisée) : Jimmy Lee  /...
- 1993 : Hurricanes (série télévisée) : Cal Casey / Genghis Kahn (voix)
- 1994 : Leo the Lion : Voice
- 1994 : G.I. Joe: Sgt. Savage and His Screaming Eagles (vidéo) : Cobra Commander (voix)
- 1994 : Crackerjack : Rex
- 1994 : Sleeping with Strangers : Todd Warren
- 1994 : Les Raisons du cœur (Seasons of the Heart) (TV)
- 1994 : L'Échange (Someone Else's Child) (TV)
- 1994 : Le Livre de la jungle (Jungle Book) (vidéo) (voix)
- 1995 : Magic Gift of the Snowman (vidéo) (voix)
- 1995 : Les Rock'Amis (Littlest Pet Shop) (série télévisée) (voix)
- 1995 : Megaman (série télévisée) : Dr Albert Wily, Proto Man
- 1995 : Street Fighter: The Animated Series (série télévisée) : Blanka  /...
- 1995 : Alice au pays des merveilles (Alice in Wonderland) (vidéo) (voix)
- 1995 : Final Fight (série télévisée) : El Gado
- 1995 : Action Man (série télévisée) : Additional Voices
- 1996 : A Tale of Two Kitties : Chester & Buster (voix)
- 1997 : Vampire Hunter: The Animated Series (vidéo) : Lord Raptor (Zabel Zarock) the Zombie, other voices
- 1997 : The Wacky World of Tex Avery (série télévisée) : Amanda Banshee
- 1997 : Mummies Alive! (en) (série télévisée) : Bob the Policeman  /...
- 1997 : Magic warriors (Warriors of Virtue) : Yun (voix)
- 1997 : Extrêmes Dinosaures (Extreme Dinosaurs) (série télévisée) : T-Bone
- 1997 : Tortues Ninja : La Nouvelle Génération (série télévisée) : Bonesteel
- 1997 : ReBoot: The Ride : Hack (voix)
- 1998 : RoboCop : Alpha Commando (série télévisée) : Additional Voices
- 1998 : Mummies Alive! The Legend Begins (en) (vidéo) (voix)
- 1998 : Déviants (Sleeping Dogs) : Harry Maxwell
- 1999 : Monster Farm: Enbanseki no himitsu (série télévisée) : Captain Black Dino  /...
- 1999 : Weird-Ohs (série télévisée) : Daddy-O Chassis, Davey, Killer McBash
- 2000 : Beast Machines: Transformers (série télévisée) : Rattrap  /...
- 2000 : Lion of Oz : Gloom (voix)
- 2000 : Dragon Ball Z : À la poursuite de Garlic (TV) : Piccolo (voix)
- 2000 : Santa Mouse and the Ratdeer (TV) : Loopy (voix)
- 2000 : Casper's Haunted Christmas (vidéo) : Stretch (voix)
- 2000 : Dragon Ball Z : Le Combat fratricide (Dragon Ball Z: The Movie - The Tree of Might) (TV) : Piccolo / Daizu
- 2000 : Generation O! (série télévisée) : Nub (voix)
- 2000 : NASCAR Racers (série télévisée) : Lyle "The Collector" Owens
- 2000 : Gundam Wing (série télévisée) : Duo Maxwell (voix)
- 2000 : Qui a peur des monstres ? (Monster Mash) (vidéo) : The Wolfman
- 2000 : Mobile Suit Gundam Wing: The Movie - Endless Waltz (TV) : Duo Maxwell (voix)
- 2001 : Kijû shinseiki Zoid (série télévisée) : Captain
- 2001 : Broken Saints : Mars (voix)
- 2001 : Strange Frequency (TV) : Robbie Laine (segment Room Service)
- 2001 : Rockman.exe (série télévisée) : GutsMan, All 6 CutMan Brothers, KingMan, ShadeMan
- 2001 : Ladies and the Champ (TV) : Emcee
- 2001 : Sitting Ducks (série télévisée) : Arnold the Alligator
- 2001 : ReBoot: Daemon Rising (TV) : Hack / Specky (voix)
- 2001 : Rudolph the Red-Nosed Reindeer & the Island of Misfit Toys (vidéo) : Hermey the Elf, D.D.S / Boomerang / Yukon Cornelius / Coach Comet / Duck (voix)
- 2001 : ReBoot: My Two Bobs (TV) : Hack / Specky (voix)
- 2002 : He-Man and the Masters of the Universe: The Beginning (TV) : Ram Man / Stratos / Merman / Clawful (voix)
- 2002 : Invasion: Anime
- 2002 : The Christmas Orange (TV) : Lenny the Elf Foreman (voix)
- 2003 : Yakkity Yak (série télévisée) : Professor Crazyhair (voix)
- 2003 : Ben-Hur (TV) : Jesus (voix)
- 2003 : Master Keaton (série télévisée) : Walter, Adult Student, Resistance Member
- 2003 : Hot Wheels Highway 35 World Race (série télévisée)
- 2003 : Scary Godmother Halloween Spooktakular (TV) : Skully Pettibone, Count Max (voix)
- 2003 : Bionicle: Mask of Light (vidéo) : Toa Tahu / Toa Onua / Grallock The Ash Bear (voix)
- 2003 : G.I. Joe: Spy Troops the Movie (TV) : Destro (voix)
- 2003 : Barbie of Swan Lake (vidéo) : Peddler (voix)
- 2003 : Fullmetal Alchemist (Hagane no renkinjutsushi) (série télévisée) : Hohenheim
- 2003 : Zoids Fuzors (série télévisée) : Zoids Battle Announcer, Deed #1, Rastani Sr., Serge
- 2003 : Ark : Quinn (voix)
- 2004 : Transformer: Super Link (série télévisée) : Jetfire, Strongarm
- 2004 : Scooby-Doo 2 : Les monstres se déchaînent (Scooby Doo 2: Monsters Unleashed) : Evil Masked Figure
- 2004 : The Ranch (TV) : Douglas
- 2004 : G.I. Joe: Valor vs. Venom (vidéo) : Destro / Gung Ho (voix)
- 2004 : Dragon Booster (série télévisée) : Cain
- 2004 : À la recherche du Père Noël (In Search of Santa) (vidéo) : Mortmottimes / Bugkus Bill / Timebomb Tom
- 2005 : Candyland: Great Lollipop Adventure (vidéo) : King Kandy / Licorice Bite (voix)
- 2005 : Max Steel: Forces of Nature (vidéo) : Elementor
- 2005 : Barbie Fairytopia (vidéo) : Ruby (voix)
- 2005 : Scary Godmother: The Revenge of Jimmy (TV) : Skully Pettibone, Count Max (voix)
- 2005 : Bionicle 3: Web of Shadows (vidéo) : Bomonga
- 2005 : Kong: King of Atlantis (vidéo) : Eric 'Tan' Tannenbaum IV
- 2006 : 12 Hours to Live (TV) : Victor Kirk
- 2007 : Mosaic (vidéo) : Mr. Bullwraith / Landlord
- 2007 : Highlander: The Search for Vengeance (vidéo) : Amergan (voix)
- 2007 : The Condor (vidéo) : Dogg (voix)
- 2008 : Barbie et le Palais de diamant : le Troll (voix)
- 2010 : Barbie et le Secret des sirènes : Poisson domestique de Syrenka (voix)
- 2012 : League of legends (jeux vidéo) : Hecarim l'ombre de la guerre (voix)
- 2010-2019 : My Little Pony : Les amies, c'est magique : Flam
- 2017 : Woody Woodpecker : Nate Grimes
- 2017 : Killing Gunther : Cheyenne
- 2017-2018 : Riverdale  : Tall Boy
- 2020-2021 : My Little Pony: Pony Life : Flam
- 2024 : Tracker : Jim Wheeler